# Ascochyta sodalis
Ascochyta sodalis är en svampart som beskrevs av Grove 1935. Ascochyta sodalis ingår i släktet Ascochyta, ordningen Pleosporales, klassen Dothideomycetes, divisionen sporsäcksvampar och riket svampar.   Inga underarter finns listade i Catalogue of Life.